# Kap Day
Das Kap Day ist eine Landspitze an der Scott-Küste des ostantarktischen Viktorialands. Sie markiert rund 17,5 km östlich vom Mount Gauss (nicht zu verwechseln mit dem Gaußberg) die Südseite der Mündung der Nordenskjöld-Eiszunge in das Rossmeer. 
Entdeckt und benannt wurde das Kap von Teilnehmern der Nimrod-Expedition (1907–1909) des britischen Polarforschers Ernest Shackleton. Namensgeber ist Bernard Day (1884–1934), ein Teilnehmer der Expedition und erster Fahrer eines motorisierten Landfahrzeugs in der Antarktis.